# Nouzín (Veselice)
Nouzín je malá osada, základní sídelní jednotka v části Veselice obce Velká Jesenice v okrese Náchod. Osada se nachází asi půl kilometru východně od jádra Veselice, v okolí hradiště Veselice, na levém břehu potoka Rozkoš před jeho ústím do Metuje, a k základní sídelní jednotce Nouzín přísluší rozsáhlá území v jižní a východní části Veselice. V osadě se roku 2015 nalézalo 24 domů a žilo zde podle sčítání v roce 2011 celkem 21 obyvatel. Po východním okraji osady prochází Naučná ovocná stezka z Velké Jesenice do Městce.